# Владимир (Черпак)
Влади́мир (в миру Владимир Петрович Черпак, укр. Володимир Петрович Черпак; 1 июля 1952) — архиерей Православной церкви Украины, епископ Фастовский, викарий Киевской епархии, настоятель Покровской Подольской церкви (Киев, Покровская улица, 7).

## Биография
Родился 1 июля 1952 года в селе Безугляки Великополовецкого (ныне Сквирского) района Киевской области в семье сельских учителей, — Петра Сергеевича Черпака и Веры Степановны Кокоши. В детстве родители и воспитатели заложили любовь к Богу, православным традициям, Украине и украинскому народу.
В 1967 года окончил Глушковскую восьмилетнюю школу, а в 1969 года — Дроздянскую среднюю школу Белоцерковского района Киевской области. После получения среднего образования работал рабочим-радиометристом в правобережной геологической экспедиции треста «Киевгеология» в селе Фурсы Белоцерковского района Киевской области. В 1970 года поступил на геолого-географический факультет Одесского государственного университета им. И. И. Мечникова, который окончил в 1975 году по специальности инженер-геолог (специализация — «морская геология»). Работал: инженером-геологом Окинской экспедиции Бурятского геологического управления село Монды Тункинского аймака бывшей Бурятской АССР; геологом Тырныаузской и Безенгийской партий Кабардино-Балкарской геологической экспедиции Северо-Кавказского геологического управления; в 1977—1981 годы — геологом и старшим геологом геолого-съемочных партий геолого-съемочной экспедиции Камчатского территориального геологического управления (Петропавловск-Камчатский).
В период работы на Камчатке, в 1970-х годах был одним из участников регистрации православной Успенской общины в Петропавловске-Камчатском, которая увенчалась успехом благодаря вмешательству Комитета прав верующих в СССР, возглавляемом священником Глебом Якуниным при поддержке архимандрита Иннокентия (Просвирнина), редактора «Журнала Московской Патриархии» и Ростислава Вениаминову. В 1981 году из-за постоянного давления КГБ, вынужден был оставить Камчатку и переехать в Киев.
С 1981 года — старший инженер-геолог отдела палеозоя Института геологических наук АН УССР. Был женат на Валентине Степановне Черпак (Дехтяренко). В браке родилась дочь Галина (1982) и сына Богдана (1983). С 1984 по 1987 года — аспирант Института геохимии и физики минералов АН УССР по специализации «петрография и вулканология». Соавтор работ по геологии Украины, Северного Кавказа, Камчатки, Таймыр.
В 1986 году уехал в Латвийскую ССР, где устроился на должность страхового агента Госстраха Ленинградского района города Риги, одновременно по благословению митрополита Рижского и Латвийского Леонида (Полякова) исполнял послушание псаломщика Архангело-Михайловского храма города Риги и Успенского храма в Елгаве. В 1987 году по благословению митрополита Рижского и Латвийского Леонида (Полякова) поступил во 2-й класс Ленинградской духовной семинарии, которую окончил по II разряду 1989 году и был зачислен в Ленинградскую духовную академию без вступительных экзаменов.
9 декабря 1989 году в храме апостола и евангелиста Иоанна Богослова Ленинградской духовной академии и семинарии митрополитом Ленинградским и Новгородским Алексием (Ридигером) над ним была совершена хиротесия в чтеца. 23 июня 1990 года в Свято-Троицком соборе Александро-Невской лавры в Ленинграде епископом Ладожским Арсением (Епифановым), управляющим Ленинградской епархией, был хиротонисан во диакона. Служил диаконом в Свято-Троицком соборе Александро-Невской лавры в Ленинграде. 22 июля 1990 году в Николаевском храме посёлка Саблино Ленинградской епархии епископом Ладожским Арсением (Епифановым), временно управляющим Ленинградской епархией, хиротонисан во пресвитера. Служил в Спасо-Преображенском соборе Ленинграда, Екатерининской церкви посёлка Динамо Ленинградской епархии, Николаевском храме на Большеохтинском кладбище в районе Охты, храме апостола и евангелиста Иоанна Богослова Ленинградских духовной академии и семинарии.
В августе 1990 года, уехав на каникулы на Западную Украину, стал активистом возрождённой УАПЦ. По благословению бывшего епископа Иоанна (Боднарчука), присевшим себе титул митрополита Львовского и Галицкого и наместника Киевского Патриаршего Престола, совершил Божественную литургию возле разоренного коммунистами храма города Хмельницкого, в сослужении с протодиаконом патриарха Мстислава (Скрипника) Олегом Куликом, требуя от властей возвращения храма УАПЦ.
В январе 1991 года получил благословение патриарха Киевского и всея Украины Мстислава (Скрипника) быть настоятелем Покровской Подольской церкви в Киеве на улице Покровской и секретарём Патриархии УАПЦ. В том же году данный храм был отдан в пользование УАПЦ решением Киевского городского совета. Тогда же награждён благословенной грамотой Патриарха Мстислава (Скрипника) и с его благословения учится далее в Ленинградской духовной академии. В июне 1991 году оставляет учёбу в Ленинградской духовной академии, получив благословение от епископа Рижского и Латвийского Александра (Кудряшова) на переход в другую епархию.
21 ноября 1991 году архиепископами Вышгородским и Сичеславским Антонием (Масендичем) и Белоцерковским Владимиром (Романюком), председателем Миссионерского отдела УАПЦ, в храме святого Иоанна Богослова Михайловского Златоверхого монастыря награжден набедренником и возведён в сан протоиерея с правом ношения наперсного креста. 28 июля 1991 года в Покровский Подольской церкви Киева окончательно принимает послушание настоятеля храма, а с 1 сентября 1991 года, по благословению Патриарха Мстислава, одновременно приступает к послушания секретаря Патриархии УАПЦ. Один из основных организаторов Всеукраинского межрелигиозного форума в 1991 году от УАПЦ. Сторонник создания объединённой Православной Церкви в Украине. Вместе с архиепископом Владимиром (Романюком), вёл переговоры об объединении с митрополитом Киевским и Галицким, Патриаршим Экзархом всея Украины Филаретом (Денисенко), еще до лишения всех санов и должностей в РПЦ, убеждая его признать предстоятелем Церкви Мстислава (Скрипника). После «объединительного собора» оказался в клире Киевского Патриархата.
1 апреля 1992 года по благословению Патриарха Мстислава назначается ректором Киевской духовной семинарии УАПЦ, регистрирует Устав семинарии и отвоевывает у властей помещения стилобата Андреевской церкви и корпусов Михайловского Златоверхого монастыря в Киеве. Был сторонником распространения УАПЦ на территорию Сибири и Дальнем Востоке. Вместе с архиепископом Владимиром (Романюком) в апреле 1992 года был участником «Дней украинской культуры» на Дальнем Востоке.
14 июня 1992 года в Покровский Подольской церкви Киева «за добросовестный труд на благо Церкви и в связи с назначением ректором Киевской духовной семинарии УАПЦ», по благословению Патриарха Мстислава (Скрипника), награжден правом ношения палицы и наперсного креста с украшениями. Один из организаторов Всеукраинского православного церковного Собора 25-26 июня 1992 года.
17 апреля 1993 года в Покровском Подольском храме Киева архиепископом Белоцерковским Владимиром (Романюком) награждён правом ношения митры «за вклад в межконфессиональный мир и развитие Украинского Государства и Церкви». На Всеукраинском соборе 1993 года был членом редакционной комиссии собора. Советник Патриарха Владимира (Романюка) по межконфессиональным и политическим вопросам. Помощник-консультант народных депутатов Украины Владимира Кулинича и Ярослава Федорина.
С 1993 года по февраль 1999 года занимает должность заведующего заочным сектором Киевской духовной семинарии УПЦ КП. С 1993 до 30 августа 2006 преподаватель катехизиса, введения в патристику, обще-церковной истории, сектоведения, истории Древней Церкви. Автор обучающих программ для семинарии по этим предметам, конспектов-учебников.
22 апреля 1995 года в Покровский Подольской церкви Киева Патриархом Киевским и всей Руси-Украины Владимиром (Романюком) награжден правом ношения второго наперсного креста с украшениями и служения Божественной Литургии с открытыми Царскими Вратами до «Отче наш» — «за значительный вклад в становление Поместной Церкви, активную миссионерскую деятельность, организацию первой украинской церковной паломничества в Соловецкий монастырь и установки креста погибшим украинцам у Секирной горы (август 1994 г.)».
В 2002 году, в связи с 50-летием, по представлению приходского совета Покровской Подольской церкви в Киеве, награждён орденом святого князя Владимира III степени Патриархом УПЦ КП Филаретом (Денисенко).
В июне 2003 году защитил кандидатскую диссертацию на степень кандидата богословия по теме: «Православное опровержение основных вероисповедных основ баптизма». Ученым советом Киевской духовной академии этот труд рекомендован к печати.
30 августа 2006 года Указом патриарха Филарета (Денисенко) был освобождён от должности преподавателя Киевской духовной академии УПЦ КП.
В 2009 году Президентом Украины Виктором Ющенко награжден орденом «За заслуги» III степени «за труд на благо Украины».
10 июня 2010 года по случаю 20-летия образования Буковинской митрополии УАПЦ (УПЦ КП) митрополитом Черновицким и Буковинским Даниилом отмечен юбилейной грамотой.
Перешёл в УАПЦ. 20 июня 2010 года митрополитом Мефодием, предстоятелем УАПЦ в Украине, награжден памятной медалью «За верность и преданность УАПЦ» в связи с 20-летием «третьего возрождения УАПЦ 1990—2010 гг.». 16 ноября 2010 года в этом же храме состоялась его хиротония во епископа Вышгородского и Подольского, которую совершили: Предстоятель УАПЦ Мефодий (Кудряков), епископ Фастовский Михаил (Бондарчук), епископ Житомирский и Полесский Владимир (Шлапак), епископ Черновицкий и Хотинский Герман (Семанчук) и епископ Святошинский Иоанн (Швец).
Указом блаженнейшего митрополита Киевского и всея Украины Мефодия, предстоятеля УАПЦ, епископ Владимир (Черпак) назначен Председателем Издательского и Паломнического отделов УАПЦ и Председателем комитета по связи с Вооруженными силами Украины.
Член правления общественной организации «Международное объединение „Соловецкое братство“».
15 декабря 2018 года вместе со всеми другими архиереями УАПЦ принял участие в Объединительном соборе в храме Святой Софии. При голосовании после первого тура выборов предстоятеля ПЦУ согласился выйти во второй тур, наряду с Епифанием (Думенко) и Симеоном (Шостацким), но как отметила Би-би-си, «все понимали, что его выдвижение было чистой формальностью, лишь для того, чтобы число претендентов достигло требуемой уставом цифры три». После которого стал на несколько недель архиереем Константинопольского патриархата. С 6 января 2019 года — архиерей Православной Церкви Украины.